# فصد

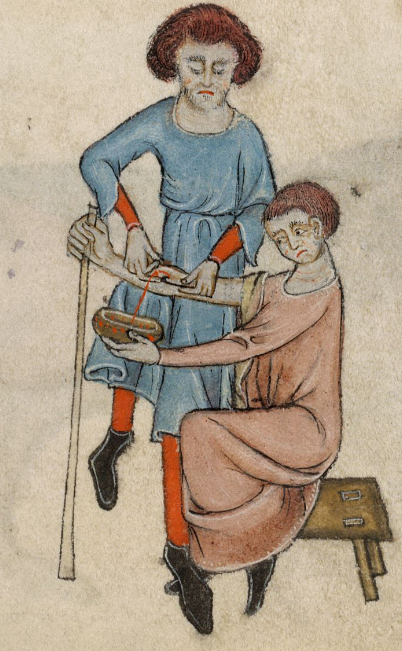
الفصد. إنجلترا القرن 14.

الفصد أو الإدماء هو سحب الدماء من المريض لمنع أو علاج العلل والأمراض. كان الفصد، سواء من قبل الطبيب أم العلقيات، يستند على نظام قديم في الطب حيث يُعتبر أنه يجب على الدم وسوائل الجسم الأخرى الموجودة في البلازما أن تبقى في توازن مناسب للحفاظ على الصحة. يُزعم أنها كانت الممارسة الطبية الأكثر شيوعًا التي قام بها الجراحون من العصور القديمة حتى أواخر القرن التاسع عشر، والتي امتدت لأكثر من 2000 عام. في أوروبا، استمرت هذه الممارسة شائعة نسبيًا حتى نهاية القرن الثامن عشر. تخلى الأسلوب الطبي الحديث عن جميع هذه الممارسات باستثناء بعض الحالات الطبية الخاصة.
تاريخيًا، وفي ظل غياب العلاجات الأخرى لارتفاع ضغط الدم، ربما كان للفصد أحيانًا تأثيرا مفيدا في خفض ضغط الدم مؤقتًا عن طريق خفض حجم الدم. رغم ذلك، وبسبب غياب أعراض ارتفاع ضغط الدم غالبًا لا يمكن التشخيص دون طرق حديثة. في الغالبية العظمى من الحالات، كان الاستخدام التاريخي للفصد ضارًا للمرضى.
اليوم، يشير مصطلح بزل الوريد إلى سحب الدم للتحاليل المخبرية أو نقل الدم. يشير بزل الوريد الإستشفائيّ إلى سحب وحدة من الدم في الحالات الخاصة مثل الاصطباغ الدموي، وكثرة الحمر الحقيقية، وبرفيرية جلدية آجلة، إلى آخره، لتقليل عدد خلايا الدم الحمراء. تعتبر الممارسة الطبية التقليدية للفصد اليوم علمًا زائفًا.

## في العصور الوسطى
أوصى التلمود بيوم محدد من أيام الأسبوع وأيام الشهر للفصد، ويمكن العثور على قواعد مماثلة، على الرغم من أنها أقل تدوينًا، بين الكتابات المسيحية التي تنصح بأيام محددة من تقويم القديسين مناسبة للفصد. خلال العصور الوسطى كانت مخططات النزيف شائعة، وتظهر مواقع نزيف محددة على الجسم في توازٍ مع الكواكب ودائرة الأبراج. وأوصى الطب والصيدلة في عصر الحضارة الإسلامية بالفصد وخصوصًا في الحمى. كان الفصد يُمارس وفقًا لفصول وبعض مراحل القمر في التقويم القمري. ربما مُررت هذه الممارسة من قبل الإغريق مع ترجمة النصوص القديمة إلى اللغة العربية وتختلف عن الفصد باستخدام الحجامة المذكورة في تقاليد الرسول محمد. عندما أصبحت النظريات الإسلامية معروفة في البلدان الناطقة باللاتينية في أوروبا، أصبح الفصد أكثر انتشارًا. كان الفصد مع الكي ممارسة رئيسية في الجراحة العربية. كما أوصى بها كُلًا من النصوص الرئيسية في القانون في الطب والتصريف لمن عجز عن التأليف. كما عُرف في طب الأيورفيدا، الذي وُصف في سوروتا ساميتا.

## الخلاف والاستخدام في القرن العشرين
انخفضت شعبية الفصد تدريجيًا خلال القرن التاسع عشر، وأصبح غير شائع إلى حد ما في معظم الأماكن، قبل مناقشة صحته على نحو مستفيض. في المجتمع الطبي في إدنبرة، تُخلي عن الفصد في الممارسة العملية قبل الاعتراض عليه نظريًا، وأبرز هذا التناقض الطبيب الفيزيولوجي جون هيوز بينيت. أصبح عدة اطباء مرموقون، مثل أوستن فلينت الأول، وحيرام كورسون، وويليام أوسلر من المؤيدين البارزين للفصد في ثمانينيات القرن التاسع عشر فصاعدًا، متنازعين على فرضية بينيت بأن الفصد أصبح موضع نقاش لأنه لم ينجح. صاغ هؤلاء الدعاة الفصد على أنه ممارسة طبية أرثوذكسية، ليُستخدم على الرغم من عدم شعبيته بشكل عام. اعتبر بعض الأطباء أن الفصد مفيد لمجموعة محدودة من الأغراض، مثل «التخلص» من الدم المصاب أو الضعيف أو قدرته على «التسبب في إيقاف النزف» – كما يتضح في الدعوة إلى «محاكمة عادلة للفصد كعلاج» في عام 1871.
استخدم بعض الباحثين أساليب إحصائية لتقييم فعالية العلاج لتثبيط الفصد. ولكن في الوقت نفسه، دافعت منشورات فيليب بي سميث وآخرين عن الفصد على أسس علمية.
استمر الفصد في القرن العشرين وأُوصي به في طبعة عام 1923 من كتاب مبادئ الطب وممارسته. كتب في الأصل السير ويليام أوسلر الكتاب، واستمر نشره في الطبعات الجديدة تحت تصرف مؤلفين جدد بعد وفاة أوسلر في عام 1919. 